# Thành thị Trung tâm Quốc gia
Thành thị Trung tâm Quốc gia (tiếng Trung: 国家中心城市; tiếng Trung: 國家中心城市; Hán-Việt: Quốc gia Trung tâm Thành thị; bính âm: Guójiā Zhōngxīn Chéngshì) là khái niệm do Bộ Nhà ở và Phát triển Đô thị-Nông thôn CHND Trung Hoa đề xướng vào năm 2005 như một bước đi đầu tiên nhằm cải cách sự đô thị hóa ở Trung Quốc. Những thành phố này là những đô thị có vai trò dẫn dắt, phát triển, thực hiện các nhiệm vụ chính trị, kinh tế và văn hóa.
Tháng 2 năm 2010, Bộ Nhà ở ban hành "Kế hoạch Hệ thống Đô thị Quốc gia" và đưa năm thành phố lớn vào danh sách, gồm Bắc Kinh và Thiên Tân ở Vành đai Kinh tế Bột Hải, Thượng Hải ở Vùng kinh tế Châu thổ sông Dương Tử, Quảng Châu ở Vùng kinh tế Châu thổ Châu Giang và Trùng Khánh ở Vùng kinh tế Tam giác Phía Tây. Riêng Hồng Kông cũng được liệt là một thành thị trung tâm quốc gia đặc biệt.
Các thành phố trong danh sách có vòng ảnh hưởng mạnh mẽ lên các đô thị chung quanh trong tiến trình hiện đại hóa và hội nhập dịch vụ trong các lĩnh vực cơ sở hạ tầng, tài chính, giáo dục công lập, phúc lợi xã hội, cải thiện điều kiện vệ sinh, cấp phép kinh doanh và quy hoạch đô thị. Bộ Nhà ở cũng nhấn mạnh đến các Thành phố Trung tâm Vùng gồm Thâm Quyến, Nam Kinh, Vũ Hán, Thẩm Dương, Thành Đô và Tây An.

## Danh sách Thành thị Trung tâm Quốc gia
| Thành phố               | Chữ Hán & bính âm | Tổng GDP (tỷ USD, năm 2017) | GDP bình quân đầu người (USD, năm 2017) | Dân số khu vực đô thị (triệu người, năm 2017) | Diện tích (km²) | Mật độ dân cư (người/km²) | Nhân khẩu toàn thành phố (triệu người, năm 2017) | Thuộc vùng kinh tế                  | Thuộc khu vực |
| ----------------------- | ----------------- | --------------------------- | --------------------------------------- | --------------------------------------------- | --------------- | ------------------------- | ------------------------------------------------ | ----------------------------------- | ------------- |
| Bắc Kinh                | 北京; Běijīng     | 443.8                       | 20,446.58                               | 18.76                                         | 16,411          | 1,323                     | 21.70                                            | Vành đai Kinh tế Bột Hải            | Bắc           |
| Thiên Tân               | 天津; Tiānjīn     | 294.7                       | 19,452                                  | 12.91                                         | 11,920          | 1,306                     | 15.57                                            | Vành đai Kinh tế Bột Hải            | Bắc           |
| Trùng Khánh (Districts) | 重庆; Chóngqìng   | 309.1                       | 9,433                                   | 19.71                                         | 82,400          | 373.2                     | 30.75                                            | Vùng Kinh tế Tam giác phía Tây      | Tây Nam       |
| Quảng Châu              | 广州; Guǎngzhōu   | 341                         | 22,317                                  | 12.49                                         | 7,434           | 1,950.2                   | 14.50                                            | Vùng Đô thị Đồng bằng Châu Giang    | Nam           |
| Thượng Hải              | 上海; Shànghǎi    | 477.63                      | 19,750.5                                | 21.21                                         | 6,341           | 3,813.8                   | 24.18                                            | Vùng Kinh tế Đồng bằng Trường Giang | Đông          |
| Hàng Châu               | 杭州; Hángzhōu    | 144.7                       | 14,276.13                               | 7.14                                          | 7,446           | 1,327                     | 9.88                                             | Vùng Kinh tế Trung Nguyên           | Hoa Trung     |
| Vũ Hán                  | 武汉; Wǔhàn       | 212.6                       | 19,627.7                                | 8.72                                          | 8,494           | 1,282                     | 10.89                                            | Vùng Đô thị Trung lưu Trường Giang  | Hoa Trung     |
| Thành Đô                | 成都; Chéngdū     | 220.2                       | 13,831.98                               | 11.54                                         | 14,312          | 1,121                     | 16.05                                            | Vùng Kinh tế Tam giác phía Tây      | Tây Nam       |
| Tây An                  | 西安; Xī'ān       | 118.4                       | 12,055.41                               | 5.9                                           | 10,135          | 893.6                     | 9.06                                             | Vùng Kinh tế Tam giác phía Tây      | Tây Bắc       |

## Hình ảnh

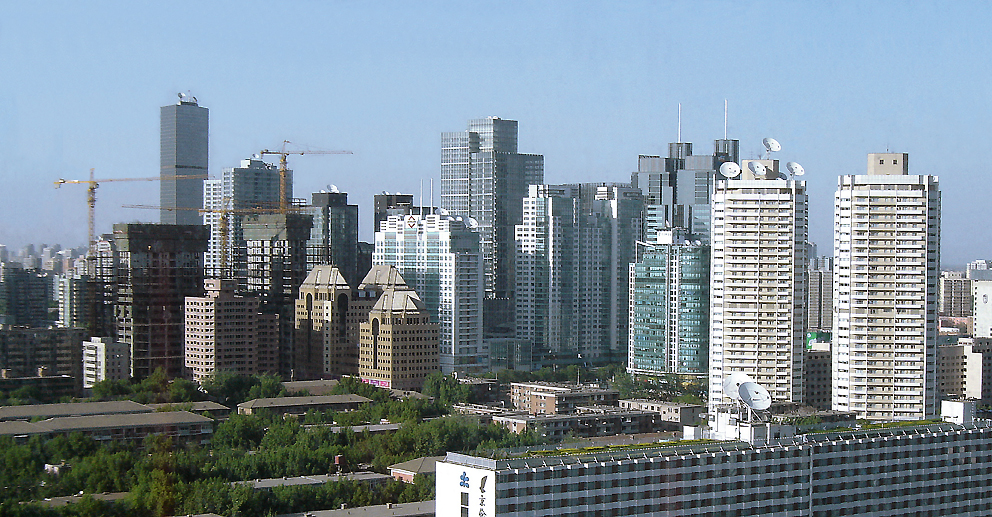
Bắc Kinh
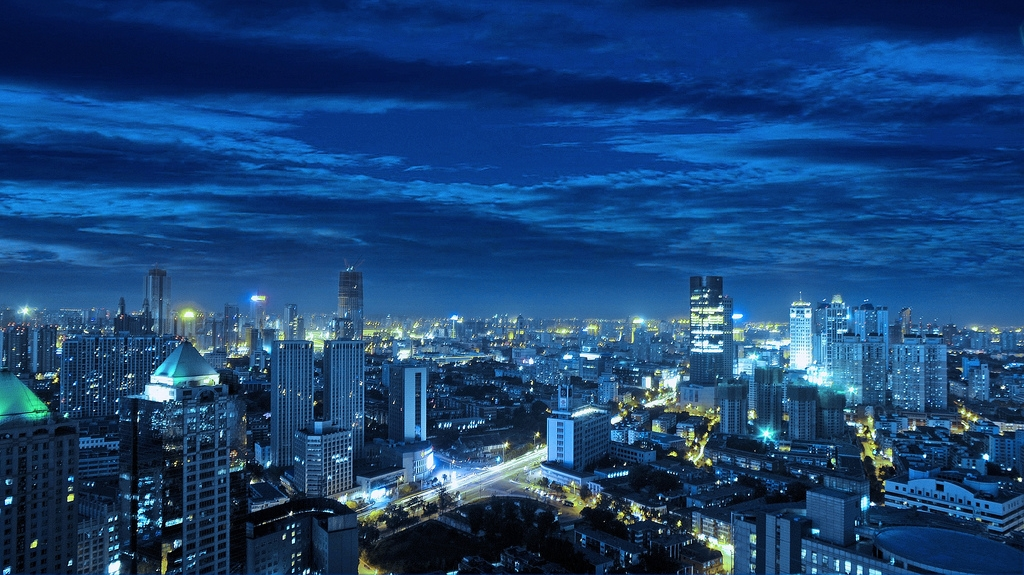
Thiên Tân
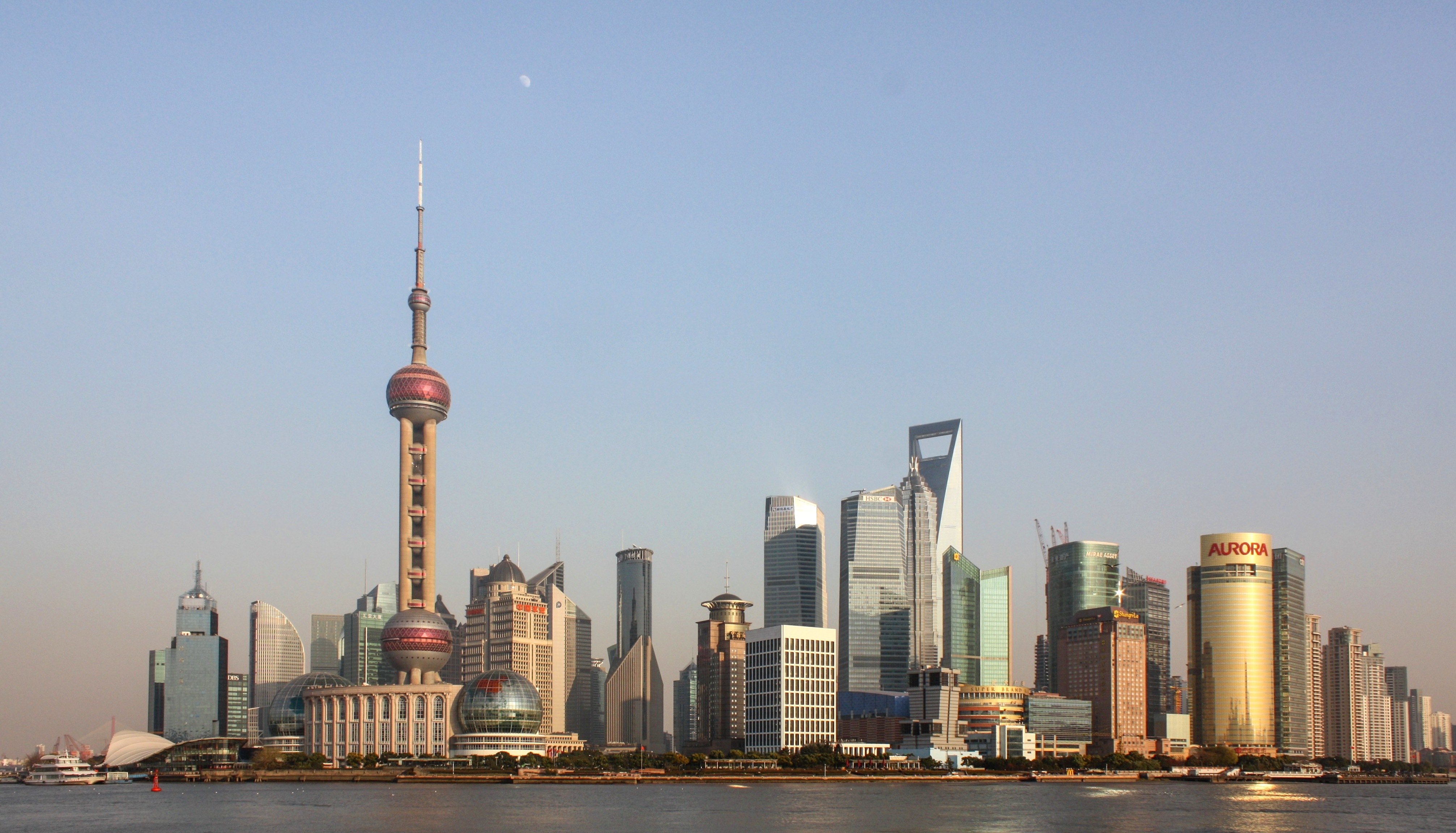
Thượng Hải
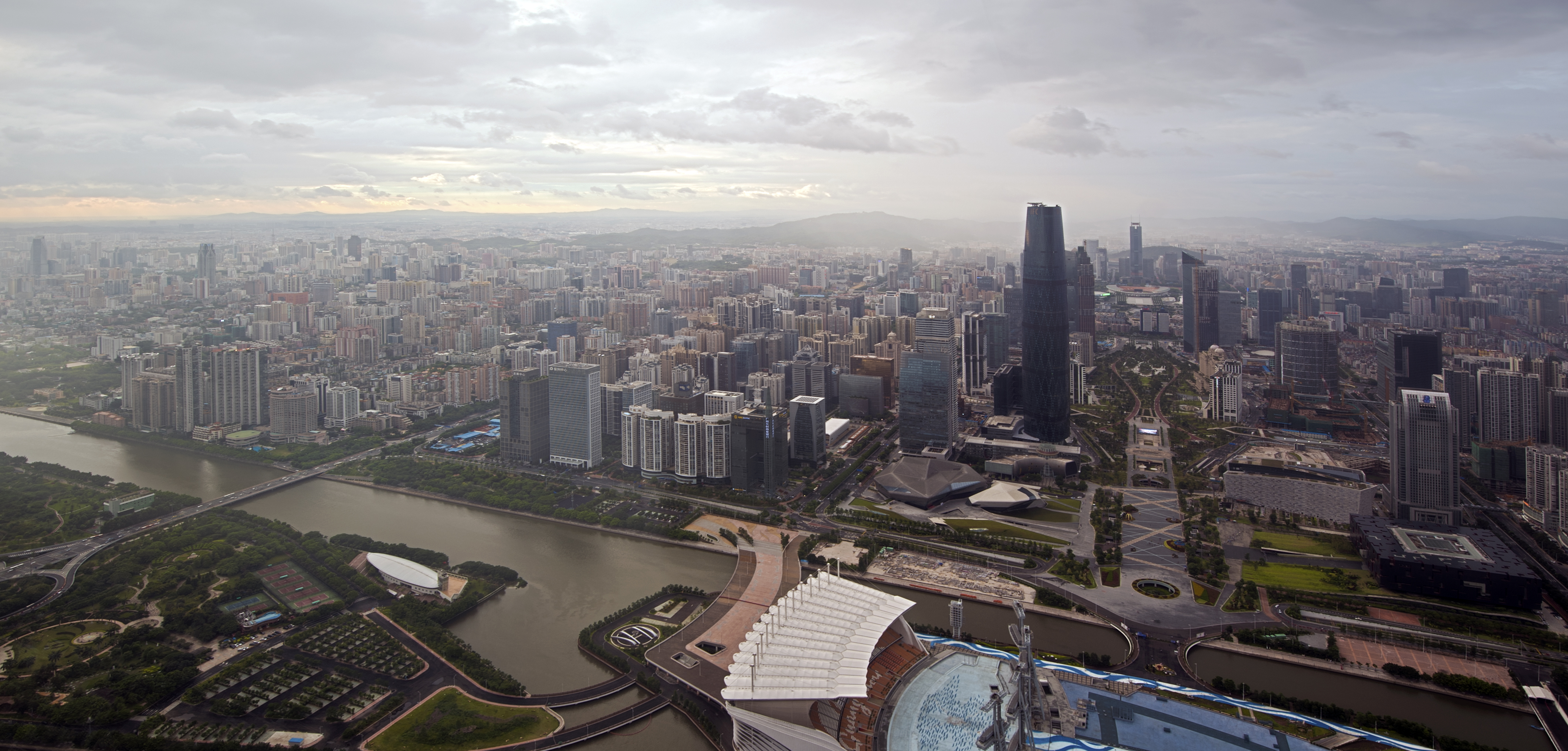
Quảng Châu
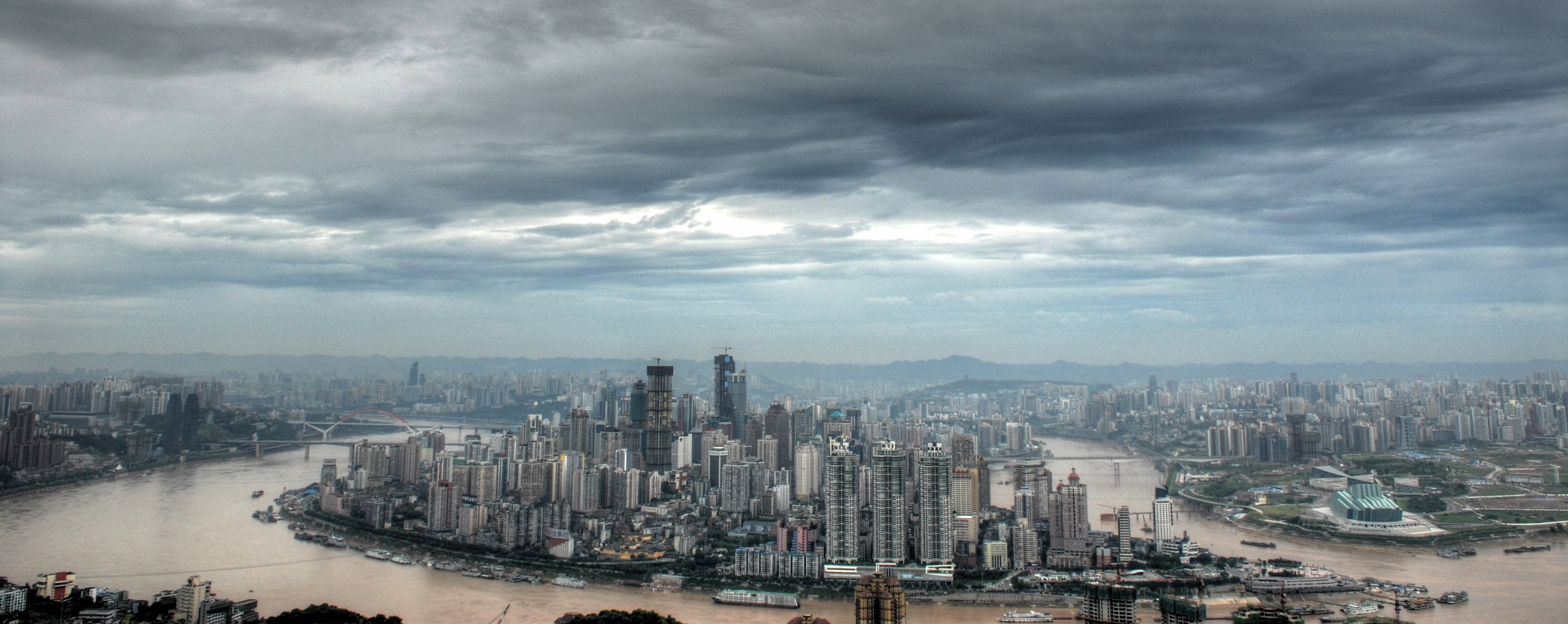
Trùng Khánh
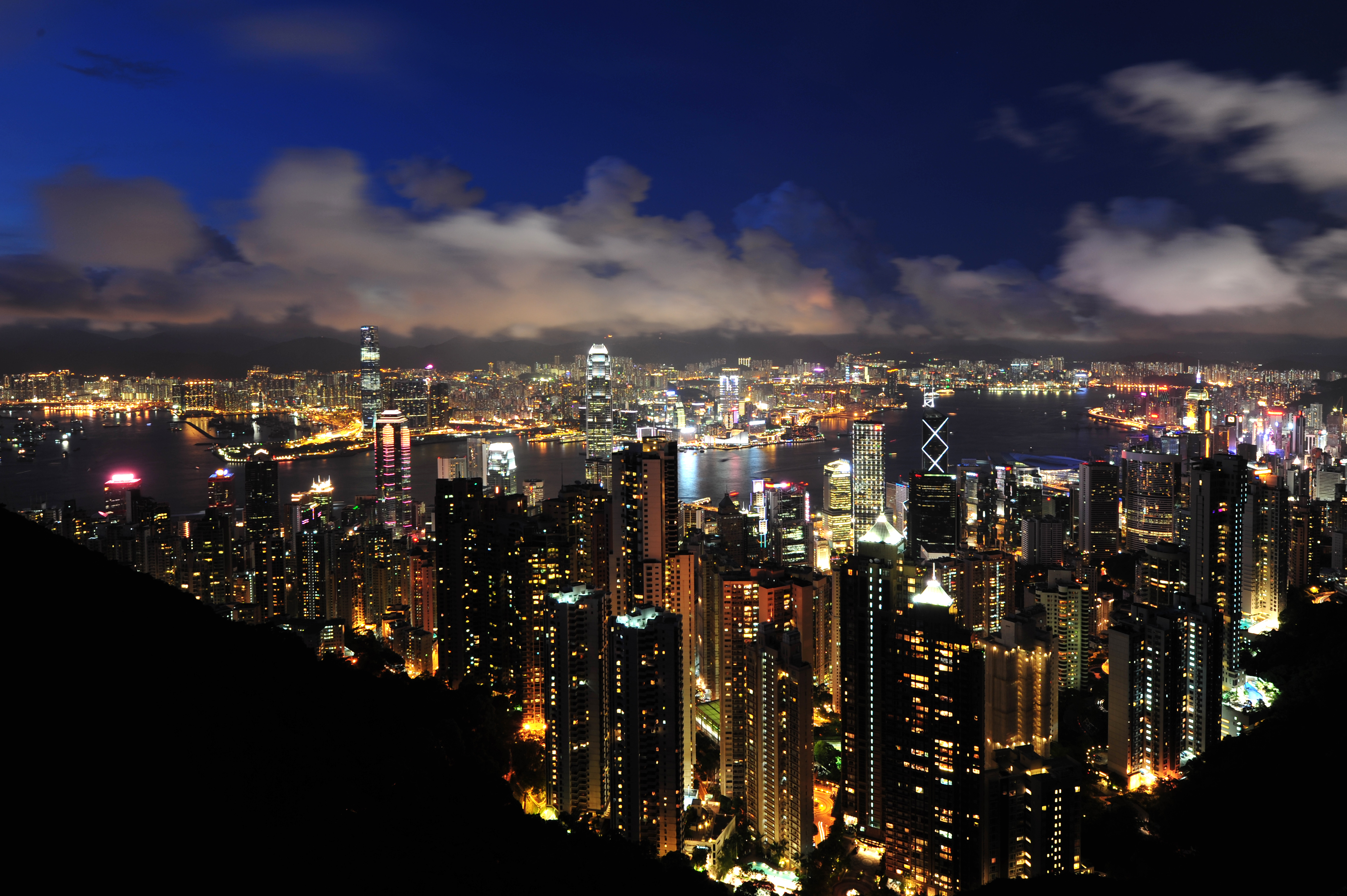
Hồng Kông (trường hợp đặc biệt)